# 高橋よしひろ
高橋 よしひろ（たかはし よしひろ、1953年9月18日 - ）は、日本の漫画家。秋田県雄勝郡東成瀬村出身。血液型はB型。初期のペンネームに高橋義弘、高宮じゅん、結城剛など。犬漫画の第一人者。

## 来歴
秋田県雄勝郡東成瀬村の自然に囲まれた田舎で生まれ育つ。川崎のぼるや石川球太の影響を受け、小学6年生の頃より漫画を描き始める。中学卒業後、愛知県の自動車工場に就職。その後、職を転々としながら漫画家を目指す。名古屋市の理容店で働いている時に店主に勧められ、漫画家として1971年に上京、本宮ひろ志のアシスタントとなる。この年、『週刊少年ジャンプ』第3回手塚賞に『下町弁慶』を応募するが落選。しかし、編集者の目にとまり、1972年『週刊少年ジャンプ』に同作が掲載されて漫画家デビュー。
1973年、再び手塚賞に応募し、佳作を受賞（第5回『おれのアルプス』、高橋義広名義）。同年、本宮の紹介で『別冊少年ジャンプ』（後の『月刊少年ジャンプ』）に『あばれ次郎』を連載開始（高宮じゅん名義、高橋の「高」と師匠・本宮の「宮」、本宮の妻の「もりたじゅん」の名前「じゅん」を合わせたペンネーム）。1976年より『週刊少年ジャンプ』に『悪たれ巨人』、『月刊少年ジャンプ』に『白い戦士ヤマト』を同時連載する。
1983年、『週刊少年ジャンプ』に代表作となる『銀牙 -流れ星 銀-』を連載開始。1987年、同作品で第32回（昭和61年度）小学館漫画賞受賞。『銀牙』はフィンランドなど北欧でも人気が高く、フィンランドにたびたび招待されサイン会を行っている。
2012年にデビュー40周年を記念した原画展が横手市増田まんが美術館で開催された。
2021年、前年に亡くなった漫画家矢口高雄の後継として、横手市増田まんが美術館の2代目名誉館長に就任した。

## 作品リスト

### 銀牙シリーズ
- 銀牙 -流れ星 銀-　- 銀牙シリーズ最初の作品。全18巻[注 1] 。
- 銀牙伝説WEED　- 銀の息子・ウィードを主人公にした続編。全60巻。
  - 銀牙伝説WEED　外伝
    - 夢見る戦士たち　- オールカラー4頁の掌編。ウィードが見た夢を語る小品。
    - メルの旅立ち
    - ロンリーロン
    - シオンの疾風（）
    - HANAKO　- 作者の高橋が作中に登場する短編。
- 銀牙伝説WEEDオリオン　- ウィードの子たちを描く第3シリーズ。全30巻。
  - 銀牙伝説リキ RIKI　- オリオンたち四兄弟の 曽祖父リキを主人公にした作品。全1巻[注 2] 。
  - 銀牙伝説 杏樹と次郎丸　- 老マタギ・沢村義人の孫である杏樹と、銀の姪「ユキ」の子・次郎丸たちの強い絆の物語。全1巻。
- 銀牙伝説 赤目 - 赤目の先祖を描いた番外編。全5巻。
- 銀牙〜THE LAST WARS〜　- 赤カブトの血を引く巨熊モンスーンとの闘い。全22巻。
  - ぎんが〜THE FIRST WARS〜（原案・高橋よしひろ、作画・つじつかさ）　- オリオンたち四兄弟の幼犬時代の日常を、デフォルメキャラ絵で描く。『漫画ゴラクスペシャル』連載。
- 銀牙伝説ノア - 『銀牙～THE LAST WARS～』の続編。『週刊漫画ゴラク』2019年6月7日号から連載[6]。全17巻[7]。
  - 銀牙四代 - 銀牙伝説ファンブック。2019年9月11日発売[8]。
- ～銀牙少年伝説～ドッグデイズ─ロクとぼくの一番熱かった日々─ - 高橋の実体験をもとに描いたシリーズの原点[9]。『週刊漫画ゴラク』2022年9月30日・10月7日合併号から2023年4月7日号まで連載[9][10]。全3巻。
- 〜銀牙伝説〜レクイエム　- 『銀牙伝説ノア』の続編。『週刊漫画ゴラク』2024年2月2日号から連載[11]。既刊6巻（2025年6月9日現在）。

### その他の作品
- あばれ次郎
- ボクサー（原作・武論尊）
- げんこつボーイ（原作・牛次郎）
- 白い戦士ヤマト
- 男の旅立ち
- 青空フィッシング（原作・布勢博一）
- 翔と大地
- 悪たれ巨人（）
- 甲冑の戦士雅武（）
- グレートホース
- 天翔ける瞬間（）
- 白蓮のファング（原作・星野広明）
- 恭子の修羅（原作・工藤かずや）
- 孤島の冒険者
- 少年と犬（原作・伊藤アキラ、電子書籍版はタイトル「銀牙の犬たち」原作：城アラキ名義）
- FANG（原作・伊藤アキラ、電子書籍版は原作：城アラキ名義）
- ドランク
- 一撃
- ラッシー

## 師匠
- 本宮ひろ志

## アシスタント
- 宮下あきら
- 原哲夫
- 荒井清和
- 車田正美[要出典]

## イベント
2019年5月3日「高橋よしひろ×宮下あきら　子弟の絆トーク＆サイン会イベント」（横手市増田まんが美術館リニューアル記念イベント）